# کاشا وارنیشکس

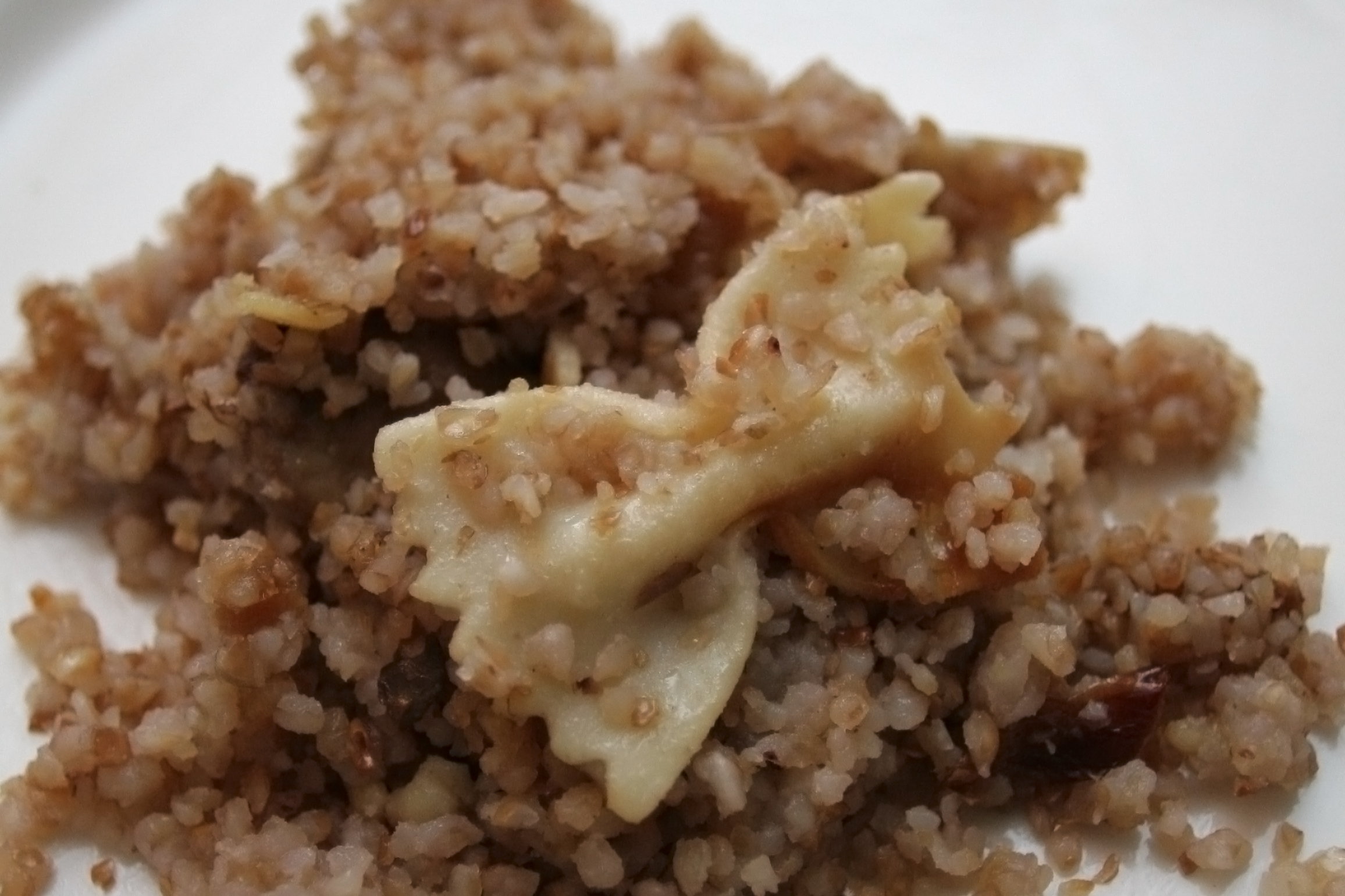

کاشا وارنیشکس (انگلیسی: Kasha varnishkes) یکی از غذاهای سنتی در آشپزی یهودی اشکنازی است. این غذا از پاستا‌ی پاپیونی شکل آب‌پز شده و کاشا تشکیل می‌شود.